# Рефрактерен период
Рефрактерният период е медико-биологичен термин, който означава нечувствителност на някои клетки, тъкани или органи към входящите възбудни импулси, за определен период от време. Рефрактерният период се реализира на ниво клетъчна мембрана. Той участва при контролирането на:
- честотата на съкращенията на сърдечната мускулатура;
- акомодацията на окото;
- ерекцията при мъжа (липсва до около половин час след еякулация)
- натриевите канали в мембраната на нервните клетки
- и други процеси в организма.